# Ordinalskala
En ordinalskala er en skala i statistik, som bruges til fx spørgeskemaer. Et kendt eksempel på en ordinal skala er likertskalaen, som har fem kategorier: enig, delvis enig, hverken enig eller uenig, delvis uenig og uenig. Skalaen er altså lavet af ord og ikke af tal, mens der heller ikke vides, hvor distancen mellem kategorierne ikke vides. Man ved altså ikke, i hvor stor en grad en respondent, som svarer enig er mere enig med spørgsmålet end en, som svarer delvist enig. Det kunne eventuelt være, at den, som svarer delvist enig, faktisk er mere enig end nogle af de respondenter, der svarer enig. Dette kan ske, fordi det er subjektivt, hvilken kategori, man skal svare for at kunne afspejle sin holdning.
Ofte vil man, når man vil lave databehandling, nummerere tallene, så man kan lave statistiske test. Her er det vigtigt, at alle likert-skalaerne så at sige er nummereret rigtigt. Hvis man kategoriserer "enig" som 1 og uenig som 5, skal alle de andre likert-skalaer, man brugte i spørgeskemaet også have "enig" kategoriseret som 1 og uenig som 5.